# Марсіє (Де-Севр)
Марсіє (фр. Marcillé) — муніципалітет у Франції, у регіоні Нова Аквітанія, департамент Де-Севр. Марсіє утворено 1 січня 2019 року шляхом злиття муніципалітетів Пуффон i Сен-Женар. Адміністративним центром муніципалітету є Сен-Женар. Населення — 728 осіб (01.01.2021).